# Летящ университет
Летящият университет (на полски: Uniwersytet Latający) е нелегално учебно заведение във Варшава: първоначално (1885 – 1905) по времето на Конгресна Полша в Руската империя и след десетилетия (1977 – 1981) в Полската народна република под съветско влияние.
Целта на първоначалната организация е да предоставя на поляците възможности за образование в рамките на традиционната полска наука, когато тя се сблъска с идеологията на силните и управляващите. През XIX век това е важно в рамките на националната съпротива на германизацията (под влияние на съседната Прусия и другите немски държави) и русификацията под руска власт. В комунистическата ПНР университетът предоставя възможности за неформално образование извън държавната цензура и контрола на образованието.